# Имортъл Рекърдс
Имортал Рекърдс (на английски: Immortal Records) е звукозаписна компания, първоначално независима, базираща се в Лос Анджелис, щата Калифорния, САЩ. Основана е през 1994 г. от Аманда Шиър Дем и Хепи Уолтърс. В нейното лоно се зараждат кариерите на артисти като Корн, Търти Секъндс ту Марс, и Инкъбъс. Тя издава и саундтракове, като например за Нощта на страшния съд (1993), Споун (1997), Блейд 2 и Господари на ужаса.

## Издадени материали
- Thirty Seconds to Mars – 30 Seconds to Mars (2002)
- Thirty Seconds to Mars – A Beautiful Lie (2005)
- Adema – Kill the Headlights
- A – How Ace Are Buildings
- Agent Sparks – Red Rover
- TheBleedingAlarm – Beauty in Destruction
- Brazil – The Philosophy of Velocity
- A Change of Pace – Prepare The Masses
- A Change of Pace – An Offer You Can't Refuse
- A Santa Cause: It's a Punk Rock Christmas
- Deadsy – Phantasmagore
- The Finals – Plan Your Getaway
- Far – Tin Cans With Strings To You
- Far – Water & Solutions
- Funkdoobiest – Which Doobie U B
- Funkdoobiest – Brothas Doobie
- His Boy Elroy – His Boy Elroy
- Hot Rod Circuit – The Underground Is a Dying Breed
- Incubus – Enjoy Incubus
- Incubus – S.C.I.E.N.C.E.
- Incubus – Make Yourself
- Incubus – Morning View
- Incubus – A Crow Left of the Murder...
- Incubus – If Not Now, When?
- Korn – Korn
- Korn – Life Is Peachy
- Korn – Follow the Leader
- Korn – Issues
- Korn – Untouchables
- Korn – Take a Look in the Mirror
- No One – No One
- Scary Kids Scaring Kids – The City Sleeps In Flames
- Scary Kids Scaring Kids – After Dark EP
- Scary Kids Scaring Kids – Scary Kids Scaring Kids
- Switched – Subject to Change
- Transmatic – Transmatic
- Tyler Read – Only Rock and Roll Can Save Us
- U.S. Crush – U.S. Crush
- The Urge – Receiving The Gift of Flavor
- The Urge – Master of Styles
- The Urge – Too Much Stereo
- Waking Ashland – Telescopes
- Waking Ashland – The Well
- The Who – Live from Toronto

|  | Тази страница частично или изцяло представлява превод на страницата Immortal Records в Уикипедия на английски. Оригиналният текст, както и този превод, са защитени от Лиценза „Криейтив Комънс – Признание – Споделяне на споделеното“, а за съдържание, създадено преди юни 2009 година – от Лиценза за свободна документация на ГНУ. Прегледайте историята на редакциите на оригиналната страница, както и на преводната страница, за да видите списъка на съавторите. ВАЖНО: Този шаблон се отнася единствено до авторските права върху съдържанието на статията. Добавянето му не отменя изискването да се посочват конкретни източници на твърденията, които да бъдат благонадеждни. |